# Harald Lundberg
Harald Bernhard Lundberg, född 23 juli 1911 i Östersund, död 18 maj 1978 i Malmö, var en svensk målare och skulptör.
Han var son till musikstyckjunkaren JB Lundberg och Theresia Rappe och från 1941 gift med Lilly Stridh. Lundberg studerade vid Malmö tekniska yrkesskola och Skånska målarskolan 1936–1937 samt vid Essemskolan i Malmö 1950–1951. Han medverkade i samlingsutställningar på Malmö museum och Malmö rådhus. Bland hans offentliga arbeten märks oljemålningen Västra Skrävlinge kyrka i Skrävlinge församlingshus och skulpturen I tankar i Limhamn. Hans konst består av porträtt, interiörer, gatumotiv och landskap utförda i olja.    